# Picea schrenkiana
Picea schrenkiana är en tallväxtart som beskrevs av Fisch. och Carl Anton von Meyer. Picea schrenkiana ingår i släktet granar, och familjen tallväxter. IUCN kategoriserar arten globalt som livskraftig.

## Underarter
Arten delas in i följande underarter:
- P. s. schrenkiana
- P. s. tianschanica

## Bildgalleri

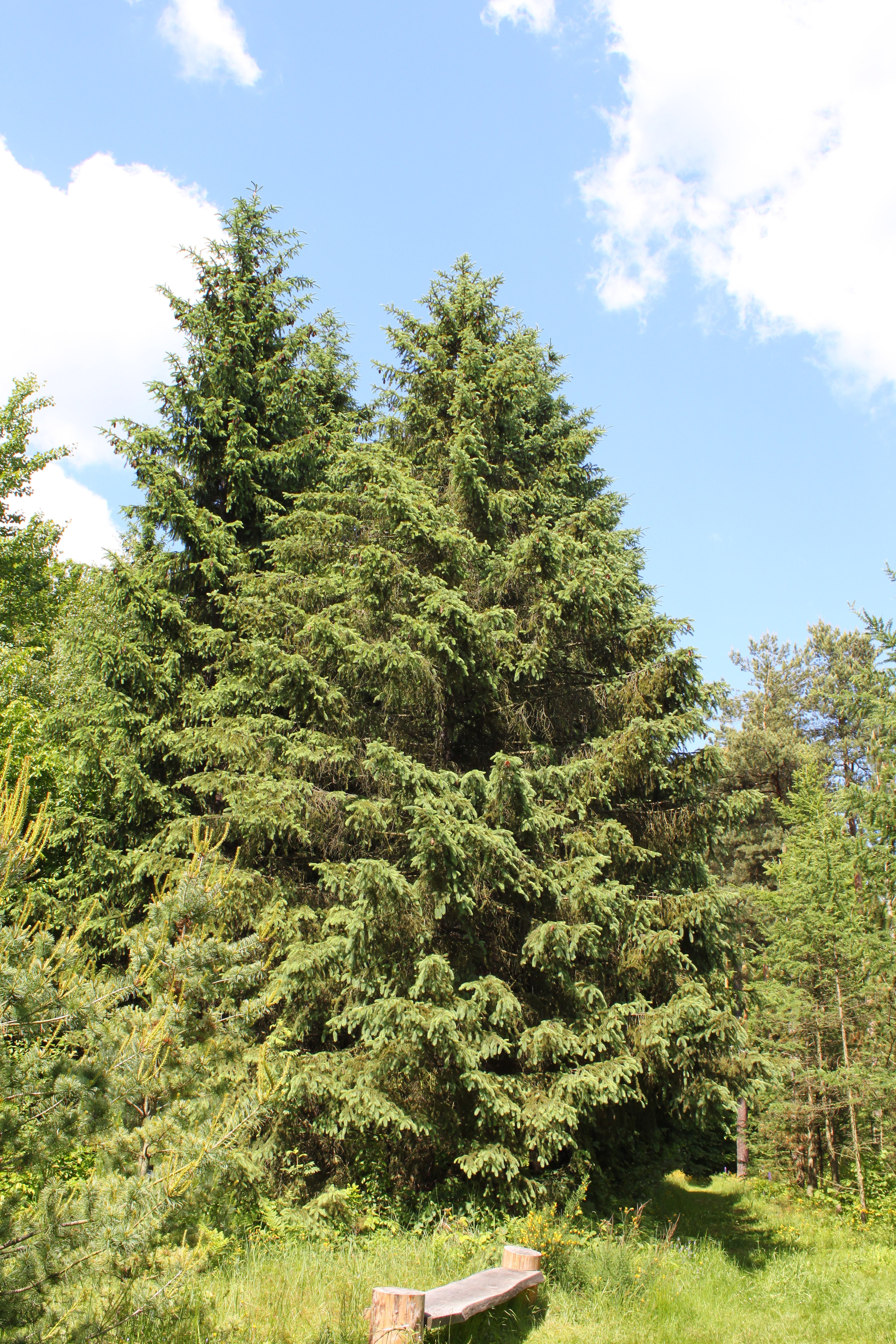
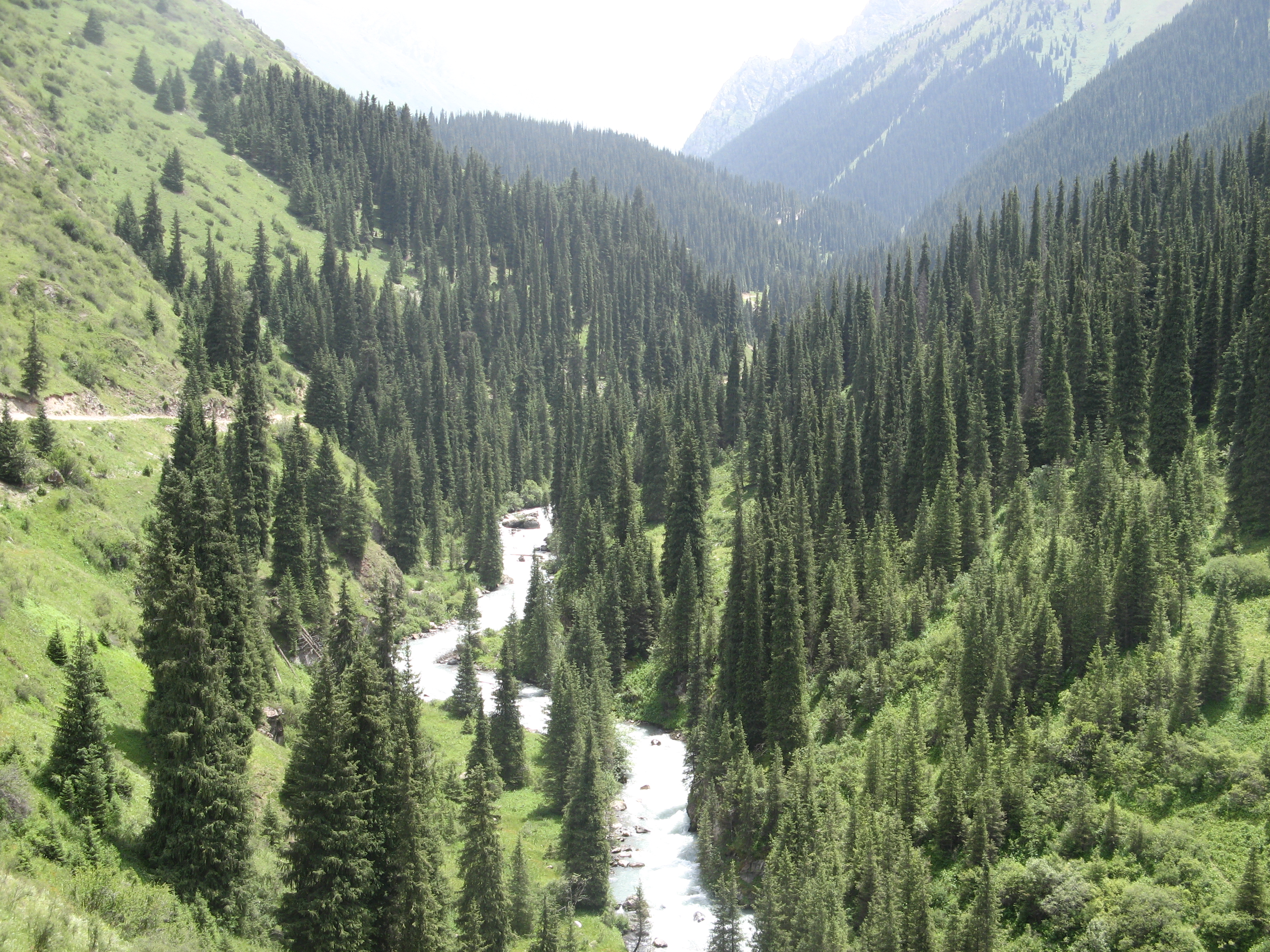
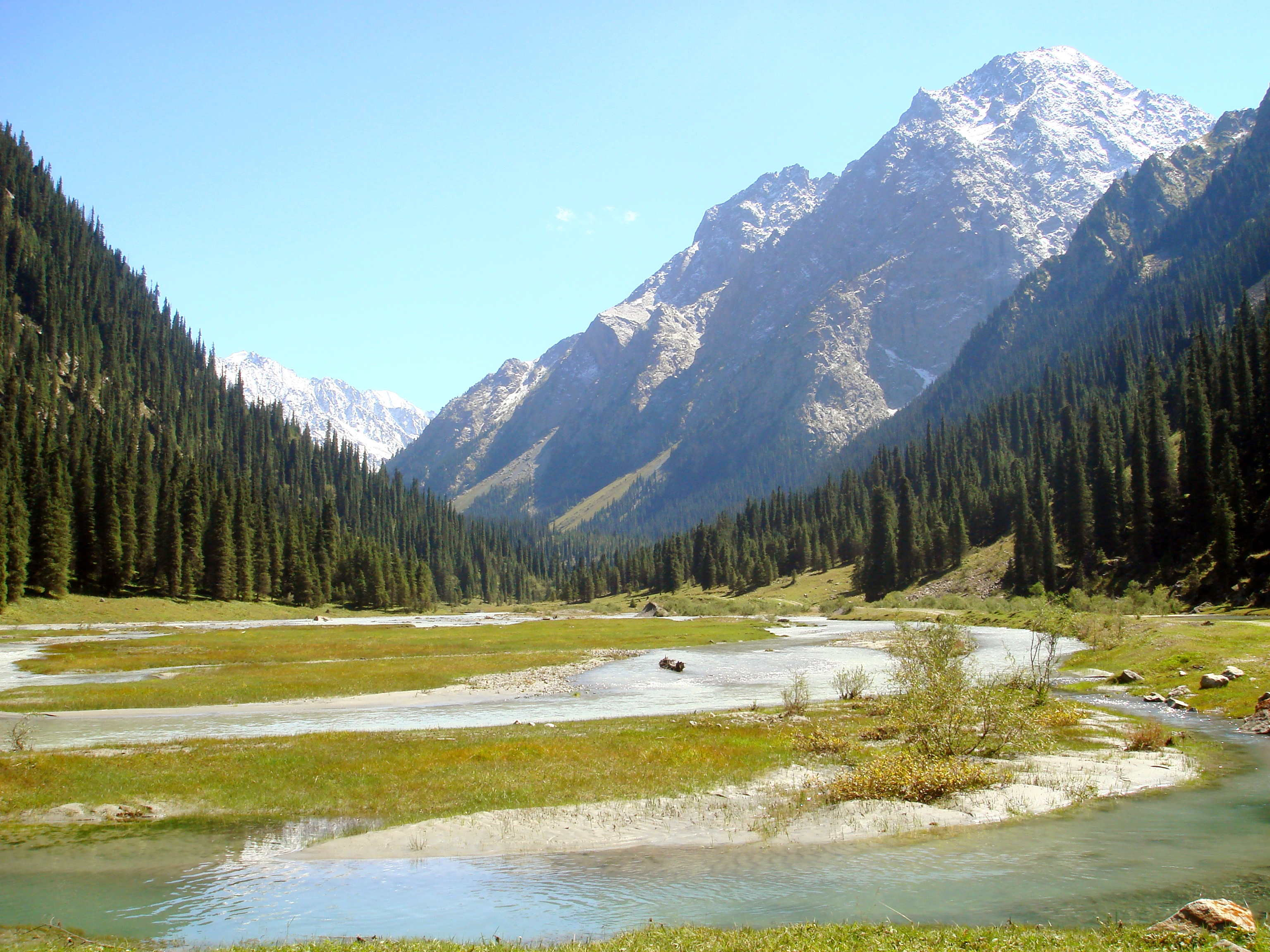
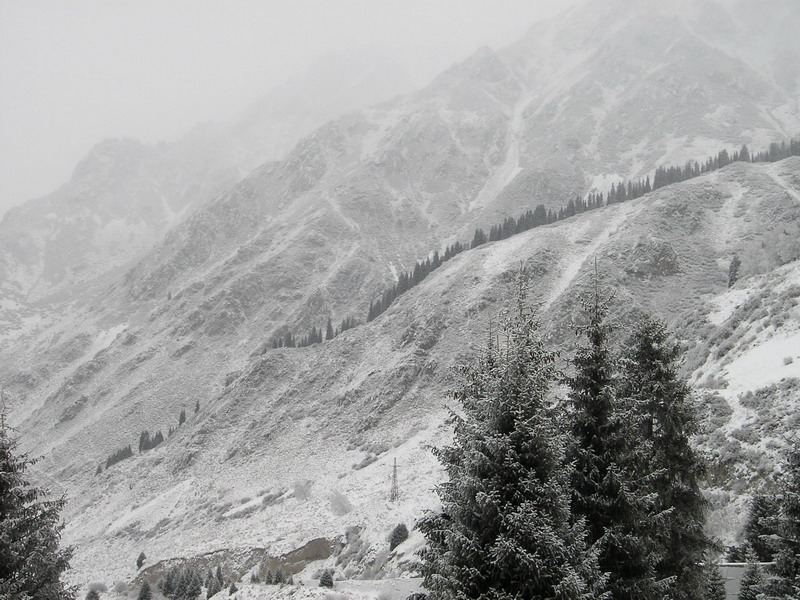
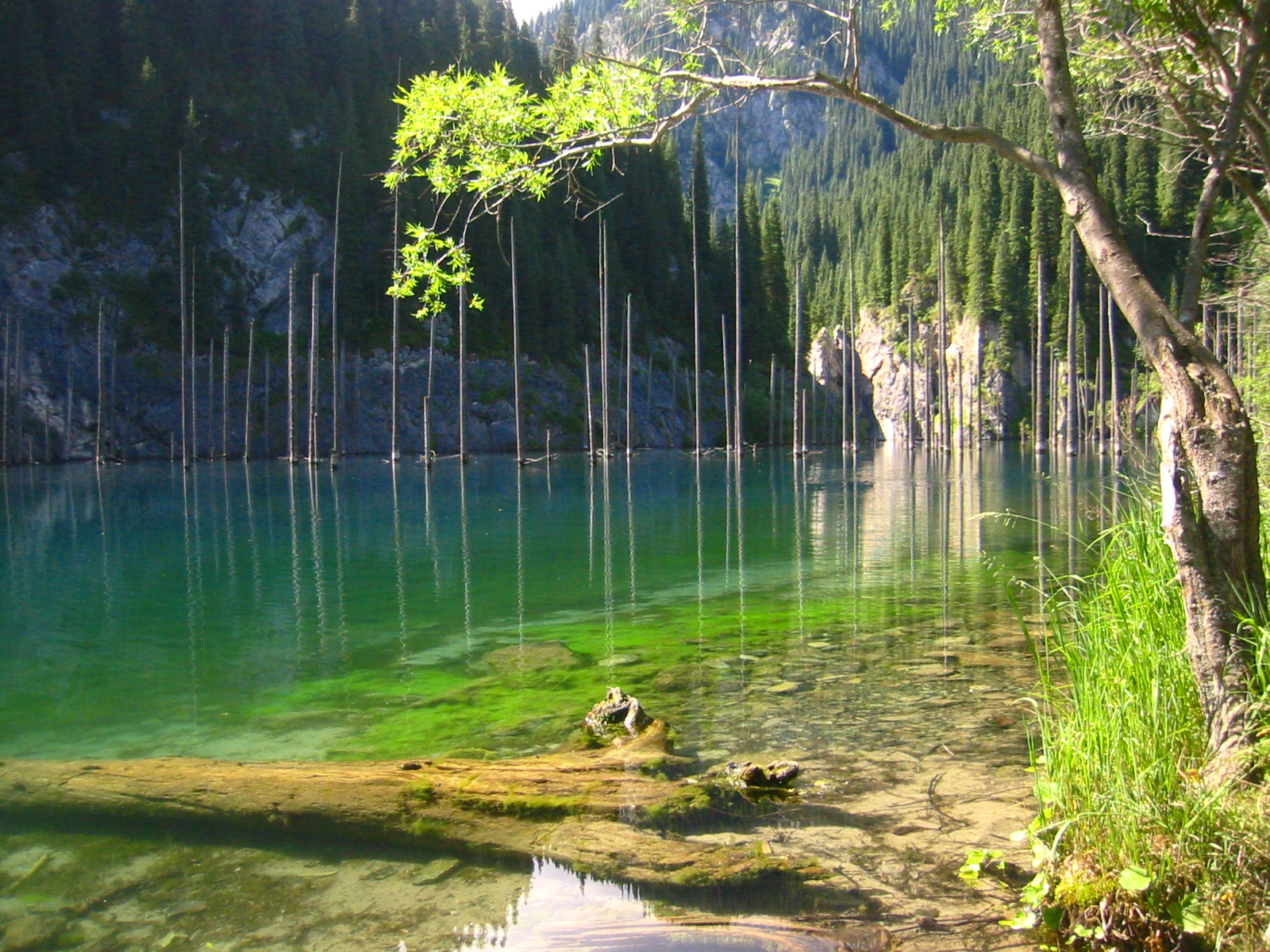
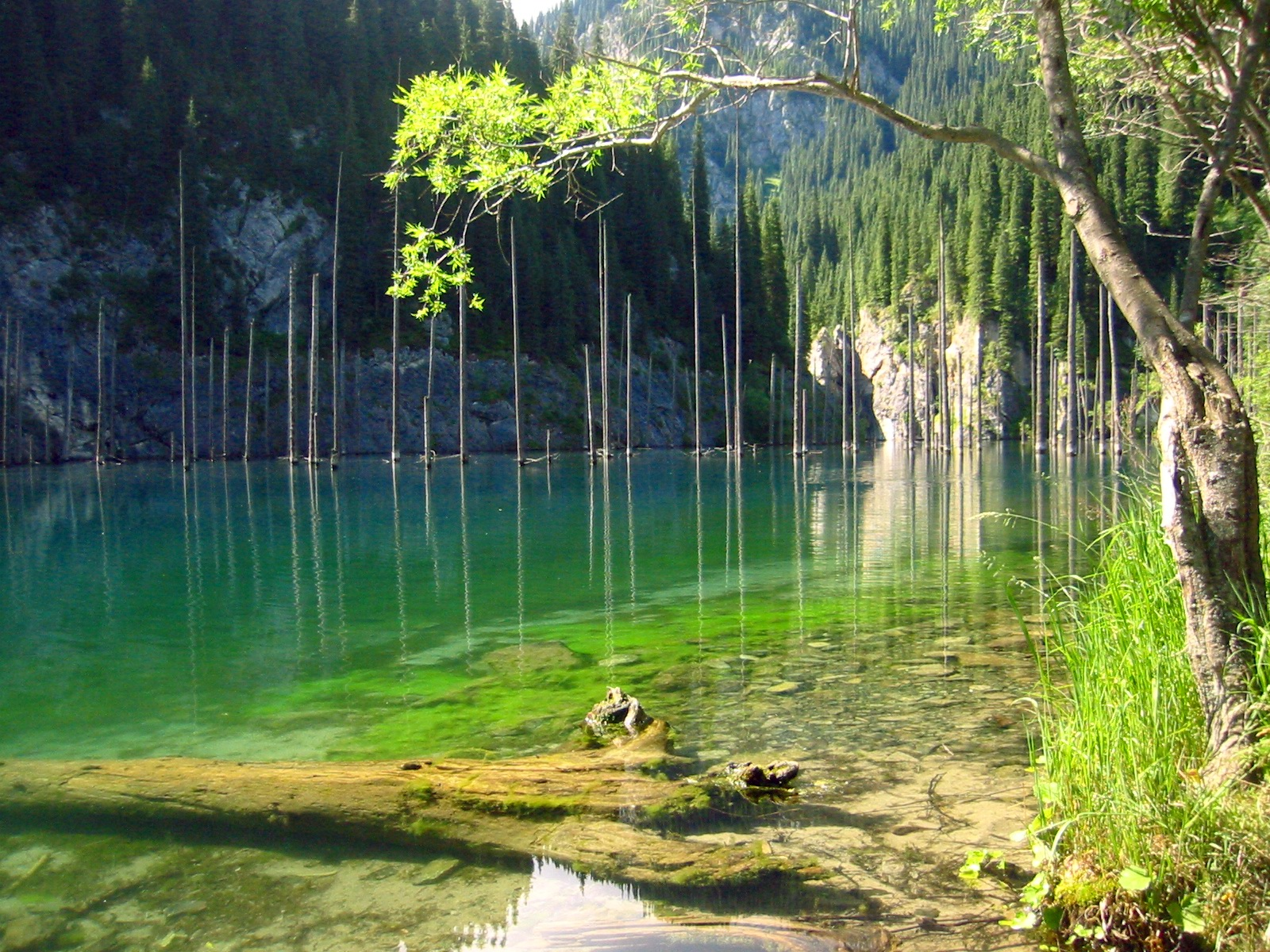